# 友添雅直
友添 雅直（ともぞえ まさなお、1954年3月25日 - ）は日本の実業家。

## 人物・経歴
福岡県出身。1972年福岡県立修猷館高等学校を経て、1974年　早稲田大学国際部から米国に交換留学、1977年早稲田大学法学部を卒業。
1977年4月トヨタ自動車販売入社。2001年1月米国トヨタ自動車販売に出向し、2005年6月トヨタ自動車常務役員、2011年4月同社専務役員、2011年4月トヨタ モーター ノース アメリカ上級副社長を経て、2012年6月トヨタモーターセールス&マーケティング（2015年7月にトヨタ自動車に統合）代表取締役社長に就任。
2015年5月中部国際空港顧問に転じ、2015年6月同社代表取締役社長に就任。2019年6月退任し相談役となる。同2019年6月豊田自動織機、ダイハツ社外監査役就任。ノリタケ社外役員就任。